# Kuźnica Myślniewska
Kuźnica Myślniewska – wieś w Polsce położona w województwie wielkopolskim, w powiecie ostrzeszowskim, w gminie Kobyla Góra.
| SIMC    | Nazwa   | Rodzaj     |
| ------- | ------- | ---------- |
| 0200319 | Dąbrowa | przysiółek |
| 0200118 | Jezioro | część wsi  |

W latach 1954–1958 wieś należała i była siedzibą władz gromady Kuźnica Myślniewska, po jej zniesieniu w gromadzie Kobylagóra. W latach 1975–1998 miejscowość administracyjnie należała do województwa kaliskiego.